# Senecio puna-sessilis
Senecio puna-sessilis là một loài thực vật có hoa trong họ Cúc. Loài này được Cuatrec. miêu tả khoa học lần đầu tiên vào năm 1951.